# Raymond Boudon
Pour les articles homonymes, voir Boudon.
Raymond Boudon, né le 27 janvier 1934 à Paris et mort le 10 avril 2013 à Saint-Cloud, est un philosophe et sociologue français.
Chef de file de l'individualisme méthodologique en France, c'est l'un des plus importants sociologues français de la seconde moitié du XXe siècle et du début du XXIe siècle.
Dans son livre L'Inégalité des chances (1973), il a étudié la question de la mobilité sociale, dont on s'étonne, à cette époque, que cette dernière ne soit pas accélérée par la démocratisation scolaire. Il montre que le principal facteur d'explication de l'inégalité des chances scolaires est la demande d'éducation, c'est-à-dire l'ambition scolaire. Les résultats de son étude placent ce facteur individuel devant celui de l'origine sociale, mis en avant par Pierre Bourdieu comme facteur de reproduction sociale.
Il enseigne pendant trente-cinq ans à l'université Paris-Sorbonne, et est professeur invité dans de nombreuses universités étrangères, notamment Harvard, Genève ou Oxford. Parallèlement à ses activités d'enseignement, il fonde et dirige pendant près de trente ans le centre de recherche GEMASS.
Membre de nombreuses sociétés savantes internationales, il est élu à Académie des sciences morales et politiques en 1990.

## Biographie
Après des études aux lycées Condorcet et Louis-le-Grand à Paris, il intègre l’École normale supérieure (promotion 1954 Lettres). En 1958, il est reçu à l'agrégation de philosophie,,.
Après avoir découvert au hasard de lectures à la bibliothèque de la rue d'Ulm Robert Merton et Paul Lazarsfeld, il part étudier sous la direction de ce dernier à l'université Columbia en 1961-1962, grâce à une bourse de la fondation Ford. Il soutient une thèse de doctorat en 1967 sur L'analyse mathématique des faits sociaux, préparée sous la direction de Jean Stoetzel, et qui paraît chez Plon la même année. Boudon s'applique à y définir précisément un langage de description de la société qui repose sur la distinction de variables et sur la mesure de leurs relations de cause à effet. Il rédige l'année suivante une thèse complémentaire sur le structuralisme, intitulée À quoi sert la notion de structure ?, sous la direction de Raymond Aron, qui paraît chez Gallimard en 1968. Il s'affirme alors comme le jeune chef de file de la sociologie quantitative en France.
Il enseigne d'abord la sociologie à l'université de Bordeaux (1964-1967) puis est nommé professeur à la faculté des lettres de la Sorbonne, où il enseignera trente-cinq ans (1967-2002).
Parallèlement à son activité d’enseignant, il fonde en 1971 un laboratoire de recherche, le Groupe d'études des méthodes de l'analyse sociologique (GEMAS), qu'il dirige jusqu'en 1998. Associé à l'université Paris-IV-Sorbonne et au CNRS, son ambition scientifique est de « contribuer à la production d’un savoir sociologique empirique rigoureux étroitement articulé à la théorie sociologique ».
En France, Raymond Boudon devient le chef de file de l'individualisme méthodologique, courant qu’il a introduit dans le paysage sociologique français et qu'il a ensuite largement promu. Se réclamant aussi d'Émile Durkheim, qu'il relit de manière critique, et d'Alexis de Tocqueville, il est surtout influencé par certains aspects de l'œuvre de Max Weber, dans laquelle il trouve un des fondements d'une théorie générale de la rationalité, nécessaire pour donner sa solidité aux sciences sociales.
Dans les ardents débats qui agitent la sociologie française dans le troisième quart du XXe siècle, il représente le camp des « individualistes » qui s'affrontent aux « structuralistes » menés par Pierre Bourdieu, et endosse alors le rôle de l'esprit libéral, bien qu'il faille être prudent quant à ces termes souvent trop généraux. Il reste que Boudon a toujours souscrit à une théorie sociologique reposant sur l'individualisme méthodologique.
Il est professeur invité dans de nombreuses universités étrangères : Harvard (1974-75), Stockholm (1977), Genève (1977), New York (1983), Chicago (1987), Oxford (1995), Oslo (1998) ou Hong Kong (1999).
Membre de nombreuses sociétés savantes telles que l’Academia Europea (1988), l’Académie américaine des arts et des sciences (1977), la British Academy (1997), la Société royale du Canada (2001), l'Académie des sciences et des arts d'Europe centrale, l’Académie internationale d’éducation, l'Académie internationale des sciences humaines de Saint-Pétersbourg, l’Académie internationale de philosophie des sciences, il est élu à Académie des sciences morales et politiques, en 1990. Il est également le premier président de l'Académie européenne de sociologie, fondée à Paris en 2000.
Il meurt le 10 avril 2013 à Saint-Cloud.

## Œuvre

### Inégalité des chances
L'inégalité des chances (1973) est un ouvrage important dans l'histoire de la sociologie française de la seconde moitié du vingtième siècle. Publié neuf ans après Les Héritiers (1964), et trois ans après La reproduction, tous deux écrits par Pierre Bourdieu et Jean-Claude Passeron, il contribue ainsi aux études portant sur le système scolaire et les inégalités en France. Après avoir décortiqué le double processus d'inégalité des chances, Boudon s'intéresse ensuite aux effets pervers des actions menées par les individus. Il a pu comparer son livre à une grenade dégoupillée. En effet, Boudon n'adopte pas la même démarche que Bourdieu et Passeron.
À l'époque, on s'étonne d'un constat paradoxal : la démocratisation scolaire n'entraîne pas une hausse de la mobilité ou de la fluidité sociale (ce constat est formalisé par le Paradoxe d'Anderson). Une idée répandue stipule que de meilleurs diplômes donnent accès à de meilleurs emplois. Augmenter le niveau général des diplômés devrait donc amener à une société plus égalitaire, en termes d'emplois, de statuts. Or, la réduction de l'inégalité des chances scolaires, qui est bien réelle, ne débouche pas sur la réduction attendue de l'inégalité des chances sociales. Certains auteurs expliquent ce blocage par des causes extérieures : habitus familiaux, rigidités des classes sociales et des structures de production, etc.
Dans son modèle, Boudon simule les choix individuels au sein d'une cohorte qui va de la famille à l'école, puis atteint un statut social, qu'il est alors possible de comparer à celui de leurs parents. Il reconstitue les phénomènes observés à l'époque depuis plusieurs décennies dans les pays industrialisés. Ses résultats sont, par exemple la mise en évidence d'un effet de neutralisation (plus il y a de diplômés, plus cela alimente un embouteillage à l'entrée sur le marché du travail si ce dernier évolue moins vite que la scolarisation) ou d'un effet dit « d'absorption » (pour intégrer le même statut social que ses parents, il faut un diplôme plus élevé que la génération précédente). Ainsi, les actions de chacun provoquent des effets non voulus et souvent pénalisants. Un effet bénéfique se remarque cependant dans le simple fait que plus d'enfants ont désormais accès à l'éducation.
Cette idée « d'effet non voulu » suggère un lien avec la théorie holiste de Bourdieu, car des concepts comme l'habitus ou le capital permettent d'expliquer ces effets non voulus au niveau individuel.

### Actions et effets émergents
Boudon cherche à expliquer les phénomènes sociaux à partir des actions individuelles. À ce titre, il part des causes individuelles pour saisir, par un mouvement d'agrégation, un phénomène social généralisé qui s'impose à tout un groupe de manière contraire à leur volonté initiale.
Dans La logique du social, il distingue alors les systèmes de rôle (ou d'interaction fonctionnelle) et les systèmes d'interdépendance. Dans les premiers, une organisation par exemple, les effets émergents existent mais sont plus contrôlés, corrigés. Mais dans les seconds, embouteillage, inflation, krach boursier, etc. les effets émergents prolifèrent.
Dans La place du désordre, il étudie les mécanismes de changement social à l'échelle du développement des pays ou des régions. Les interdépendances sont telles et les effets émergents des actions individuelles si nombreux, qu'il est impossible d'établir de prétendues lois de l'histoire ou du changement. Il rejoint là Popper dans une réfutation de l'historicisme. En définitive, le sociologue n'a pas la tâche facile : ce qu'il observe résulte du hasard et des libertés humaines en interdépendances, plus que d'intentions qui atteignent leurs buts ou de déterminismes.

### Connaissances et idées reçues
Si les effets émergent des actions individuelles dans un contexte, ces actions sont elles-mêmes fondées sur des idées, des croyances. Cette piste va être explorée en trois livres, tous publiés chez Fayard : d'abord, L'idéologie, ensuite, L'art de se persuader des idées fragiles, douteuses ou fausses et enfin Le juste et le vrai.
Dès le premier livre, il montre que les individus peuvent se tromper avec de « bonnes » raisons (croire que la terre est plate, voir le bâton droit plongé dans l'eau comme s'il était courbé). Boudon tente de réhabiliter la place de l'erreur dans la théorie de la rationalité (voir les travaux de H. Simon en économie), aujourd'hui présente par analogie dans l'étude des nudges.
Boudon applique ce programme aux théories de la connaissance dans L'art de se persuader (1990). Il propose une critique du programme fort de sociologie des sciences, fondée pour une grande partie sur le relativisme culturel. Pour autant les nouveaux sociologues de la science considèrent alors cette dernière comme un simple produit culturel, causé par le contexte social. Boudon insiste sur le fait les savants ne sont pas ballottés par des causes sociales et défend ainsi l'autonomie de la science. Bref, les erreurs des scientifiques ne conduisent pas à les juger irrationnels. Il faut considérer qu'ils ont de « bonnes » raisons de bâtir leurs théories, même douteuses.
Dans Le juste et le vrai (1995), Boudon applique cette démarche aux croyances normatives et politiques. Les croyances collectives, positives ou normatives, parfois fragiles, ne sont durables que si elles sont basées sur des « bonnes » raisons d'y adhérer.

### Sens des valeurs et morale
Dans Le sens des valeurs (1999), Boudon recense toutes les théories disponibles pour expliquer nos jugements de valeur. Il écarte les théories irrationnelles, puis les théories rationnelles absolutistes pour adopter une théorie rationnelle contextualiste. Il réfute donc que les valeurs soient le fruit d'une intuition (Scheler), d'une décision ou d'une cause, qu'elle soit sociale (Marx ou Durkheim), biologique (James Arthur Wilson (en)) ou psychique (Freud à Skinner). Les théories rationnelles absolutistes (Kant, Rawls) ne lui conviennent pas. Pour rendre compte de données sociologiques, il convient d'adopter une théorie rationnelle contextuelle, dans le prolongement de la notion de la « rationalité axiologique » de Max Weber.
Dans Déclin des valeurs ? Déclin de la morale ? (2002), Boudon applique ce programme à des données empiriques, issues d'enquêtes internationales. Il étudie différents thèmes : famille, travail, politique, religion, morale. et compare sept pays : France, Allemagne, Grande-Bretagne, Italie, Suède, États-Unis, Canada. Il croise les résultats avec l'âge et le niveau d'instruction des répondants. Il découvre que les raisons qui expliquent les jugements de valeur sont composites. Par exemple, la tolérance envers des voisins éventuellement bruyants, instables émotionnellement, étrangers, extrémistes, alcooliques, etc. dépend de raisons comme le fait de le trouver responsable de son comportement, que ce comportement me paraît mauvais, et qu'il possède des conséquences néfastes. Chaque répondant combine ainsi rationalité cognitive, axiologique, instrumentale. Par ailleurs, on ne constate aucun déclin de la morale ou des valeurs. Dans tous les pays et à toutes les générations, elles restent fortement structurées.

### Démocratie et libéralisme
Ce thème, enjeu majeur, correspond encore à un cycle de trois livres successifs. Le premier livre rencontre un écho assez fort dans la presse. Il s'agit de : Pourquoi les intellectuels n'aiment pas le libéralisme ?. La réponse à cette question provocatrice est développée en deux temps. D'abord, Boudon étudie la production des idées illibérales sur : la société, l'État, l'être humain. Ensuite, il suit les mécanismes de diffusion de ces idées illibérales : poids d'institutions (écoles, médias), hyperbole d'idées reçues, effets amplificateurs.
Le deuxième livre est consacré à Tocqueville aujourd'hui (2005), à l'occasion des célébrations du bicentenaire de la naissance du grand auteur libéral. Privilégiant une relecture du volume II de De la démocratie en Amérique, il montre l'étonnante actualité des résultats mais aussi des méthodes d'analyse de Tocqueville.
Le troisième livre s'intitule : Renouveler la démocratie. Éloge du sens commun. Dénonçant les méfaits du relativisme, il appelle de ses vœux une réinstauration du sens commun, sorte de « bon sens » individuel partagé collectivement. Pour lui, chaque personne placée en situation de « spectateur impartial » (au sens de Adam Smith) peut émettre des jugements qui peuvent faire émerger une véritable volonté générale (au sens de Rousseau). Autrement dit, il faut fuir le relativisme ambiant qui « ne connaît que des acteurs partiaux mus par leurs intérêts, leurs passions et leurs préjugés » (p. 336). Et réhabiliter le citoyen impartial et plein de bon sens, aboutissant avec autrui au sens commun.

### Raisons et théorie générale de la rationalité
Ce thème traverse toute l'œuvre. Progressivement explicité, il aboutit à une salve des années 2000, aux Presses Universitaires de France (où Boudon est par ailleurs directeur de collection depuis 1977). D'abord, avec Raison, bonnes raisons. Ensuite, avec Essais sur la théorie générale de la rationalité. Enfin, avec deux « Que sais-je ? » : un sur La rationalité, l'autre sur Le relativisme. Boudon souhaite échapper à deux outrances opposées. La première nie la rationalité en expliquant les actions humaines par des causes matérielles (économiques, sociales, biologiques, psychiques selon les variantes). La seconde présente une version trop pure et parfaite de la rationalité, en postulant que l'être humain sait tout, peut tout, optimise tout (comme dans la théorie du choix rationnel -TCR- d'un James Coleman ou d'un Gary Becker). Renvoyant dos à dos ces théories excessives, Boudon cherche depuis longtemps une voie plus réaliste, à la suite de Weber.
Dans Raison, bonnes raisons, il propose une liste de six postulats qui permettent de trouver un bon ajustement, tout en reclassant les théories sociologiques en fonction de la place qu'elles font à la rationalité. Les postulats se cumulent. On n'atteint pas P2 sans être passé par P1, etc. P1 : l'action est due aux individus. P2 : l'observateur peut les comprendre. P3 : ces individus ont des raisons (« bonnes » selon eux). P4 : ces raisons sont liées aux conséquences qu'ils entrevoient. P5 : Dans ces conséquences, ils ne retiennent que ce qui les avantage personnellement. P6 : Ils poussent leurs avantages le plus loin possible. Ces six postulats : individualisme, compréhension, rationalité, conséquentialisme, égoïsme, maximisation, ne sont pas tous repris dans les théories sociologiques.
| Postulats         | Traditions en sciences sociales | Auteurs clés                                |
| ----------------- | ------------------------------- | ------------------------------------------- |
| Aucun             | Modèle à causalité matérielle   | Holistes (Karl Marx, etc.)                  |
| P1                | Individualisme méthodologique   | École autrichienne (Ludwig von Mises, etc.) |
| P1+P2             | Sociologie compréhensive        | Max Weber                                   |
| P1+P2+P3          | Rationalité ordinaire           | Théorie la plus générale                    |
| P1+P2+P3+P4       | Fonctionnalisme                 | Robert Merton                               |
| P1+P2+P3+P4+P5    | Utilitarisme diffus             | Herbert Simon (rationalité limitée)         |
| P1+P2+P3+P4+P5+P6 | Théorie du choix rationnel      | James Coleman, Gary Becker                  |

La lecture de ce tableau est alors simple. Pour Boudon, il faut à la fois y entrer mais sans aller trop loin. Ceux qui n'adoptent même pas le premier postulat et nient que l'individu soit à l'origine des phénomènes sociaux ne fourniront pas d'explications solides. Ceux qui adoptent les trois premiers postulats se dotent d'une clé de compréhension ajustée. Ceux qui vont au-delà utilisent une conception de la rationalité (conséquentialiste, égoïste, maximisatrice) qui ne correspond qu'à des cas particuliers mais certainement pas au cas général (où les raisons peuvent être aussi de principe, altruistes, ou se satisfaisant de peu).
Cette voie de la raison, ni absente, ni excessive, est reprise et développée dans Essais sur la théorie générale de la rationalité. Puis résumée dans le « Que sais-je ? » sur La rationalité. Boudon cherche en outre à préciser l'aspect plus dynamique d'une rationalité qui devient alors collective. Repartant d'esquisses de Weber sur la « rationalisation diffuse » pour rendre compte des évolutions dans ce domaine, il repose le problème classique du progrès éventuel de la moralité ou des institutions. Traité dans tous ses livres des années 2000, sa réponse est résumée au chapitre 5 du « Que sais-je ? » sur Le relativisme. L'évolution morale, sociale, politique n'a rien de mécanique. Elle résulte d'innovations, puis de tris rationnels des idées où les plus solides subsistent, un peu comme pour le progrès scientifique. On retrouve l'analogie entre normatif et positif.

### Effets pervers et ordre social
L'ouvrage Effets pervers et ordre social est publié pour la première fois en 1977 aux éditions PUF, puis réédité à plusieurs reprises.

## Méthode

### Individualisme méthodologique
Pour Boudon, l'individu est « l'atome logique de l'analyse » car il constitue l'élément premier de tout phénomène social. Expliquer le social, c'est, dans cette perspective, comprendre les raisons des individus dans le contexte qui est le leur et saisir les effets émergents de leurs actions, c'est-à-dire la façon dont l'ensemble des actions individuelles se recomposent pour créer le phénomène social. Ces effets sont souvent inattendus, voire contraires aux intentions de chacun. Cette démarche donne la trame de toute l'œuvre. Elle constitue aussi le fondement d'ouvrages à vocation plus pédagogique comme le Dictionnaire critique de la sociologie, écrit avec François Bourricaud ou comme le Traité de sociologie, écrit avec huit autres auteurs.
Une célèbre formule résume le schéma d'explication de l'individualisme méthodologique. Avancée dès La place du désordre, cette équation est spécialement reformulée en 2002, dans la douzième édition du « Que sais-je ? » sur : Les méthodes en sociologie (p. 75).
| S = f [ a (r, C) ] |
| --- |
| S : phénomène Social à expliquer f : effet émergent des ; a : actions individuelles ; r : dues aux raisons de chacun ; C : dans le Contexte qui est le sien. |

Tout phénomène social peut être expliqué comme étant l'effet émergent d'actions individuelles, lesquelles actions sont dues aux raisons que chacun a d'agir ou de croire ainsi, dans le contexte qui est le sien.
On remarquera que Boudon pousse la précision jusqu'à mettre deux lettres en majuscule (S, C) et les autres en minuscule (f, a, r). C'est parfaitement intentionnel. Le phénomène à expliquer et le contexte des acteurs sont des éléments collectifs, souvent macrosociologiques, d'où les majuscules pour les désigner. Les actions qui sont dues à des raisons et qui s'entremêlent pour produire des effets émergents sont des éléments individuels, microsociologiques.
Cette formule se lit dans deux sens : celui du sociologue et celui de l'acteur social. Le sociologue part du phénomène social à expliquer et s'efforce de remonter vers les actions des acteurs, en cherchant alors à comprendre leurs raisons dans le contexte qui était le leur. Ainsi, on suit la formule de gauche à droite, de S à C. L'acteur social, lui, avait des raisons dans son contexte d'entreprendre certaines actions, puis ces actions sont entrées en interactions avec d'autres, provoquant alors des effets émergents. Ainsi, on suit la formule de droite à gauche, de r à a et à f. Ce qui les réunit, c'est que l'acteur social reste un individu qui a provoqué le collectif que le sociologue cherche à expliquer. Ce qui est délicat pour le sociologue, c'est de comprendre des raisons, de reconstituer un contexte initial et, peut-être plus encore, de réaliser que le phénomène observé n'est pas toujours voulu en tant que tel par ceux qui l'ont provoqué.
Un des processus explicités dans L'inégalité des chances, résumé dans La logique du social (chapitre 4, section 2), permet d'illustrer la formule.
| Phénomène social (S)                                              | effets émergents (f)                                           | actions individuelles (a)           | raisons individuelles (r)                                                            | Contexte social (C) |
| ----------------------------------------------------------------- | -------------------------------------------------------------- | ----------------------------------- | ------------------------------------------------------------------------------------ | --- |
| Blocage de la mobilité sociale malgré la démocratisation scolaire | Embouteillage des diplômés à l'entrée sur le marché du travail | Chacun fait des études plus longues | Chacun espère atteindre un statut social prestigieux, grâce à un diplôme assez élevé | Les chances scolaires sont meilleures pour tous, quelles que soient les origines sociales, mais les débouchés n'évoluent pas aussi vite |

On pourrait ainsi remettre sous forme d'un tel tableau la plupart des travaux de Boudon et de nombre de sociologues qu'il réutilise.
Le travail de Raymond Boudon s'oppose alors aux explications qui ne tiennent pas compte des actions et des raisons des individus et imputent à celles-ci des causes externes. Pour Boudon, un individu accomplit une action parce qu'il a de bonnes raisons de le faire et non pas parce qu'il est mu par des causalités sociales, économiques, biologiques, psychiques, dont il n'aurait en outre pas conscience. Pour Boudon, les explications sociologiques qui font appel à des concepts comme ceux d'habitus, ou de « forces sociales » sont des « boîtes noires » qui relèvent de la tautologie : elles n'ont aucune véritable propriété explicative puisqu'elles dénient à l'individu la capacité d'agir. Pour autant, les individus agissent bien sûr dans un certain contexte social, qui comporte des paramètres qui conditionnent leurs actions.

### Études sur les sociologues classiques et sociologie
Études sur les sociologues classiques se présente comme une tentative originale de considérer les grands auteurs de la discipline. Il ne s'agit pas de dresser une série de portraits avec synthèse en bloc de l'œuvre (comme Raymond Aron dans Les étapes de la pensée sociologique), ni de faire la liste des grands concepts communs à tous les sociologues (comme Robert Nisbet dans La tradition sociologique), mais de prendre, au cas par cas, un travail précis, parmi ceux d'un grand sociologue, pour tester sans concession la solidité scientifique des propositions avancées.
Cette démarche est appliquée sept fois dans le tome I, à : Tocqueville sur le "pouvoir du social" ; Weber sur "L'éthique protestante..." ; Durkheim et Weber sur la rationalité du magicien ; Durkheim encore, à propos des "Règles de la méthode sociologique" ; Simmel dont Boudon a traduit les "Problèmes de la philosophie de l'histoire" ; Pareto sur les idéologies qu'il appelle les "dérivations" ; Paul Lazarsfeld avec son "analyse empirique de l'action". Sept autres études composent le tome II : Smith et sa "théorie des sentiments moraux" moins connue que sa "richesse des nations" ; Durkheim sur les croyances religieuses ; Simmel et sa "Philosophie de l'argent" cette fois ; encore Pareto qui s'emmêle entre "actions logiques" et "actions non logiques" ; Weber écartelé entre "polythéisme des valeurs" et "rationalité axiologique" ; Tarde lorsqu'il exploite les données statistiques de la Justice ; Scheler à la recherche d'une éthique des valeurs. Ces explications de texte ont une vertu. Il apparaît que : même un sociologue prestigieux avance parfois des éléments plus fragiles ; même un sociologue oublié avait peut-être mis en avant des éléments solides.
Dans La sociologie comme science, Boudon opère une synthèse de son œuvre, en défendant l'existence d'une sociologie scientifique. Depuis son discours de réception à l'Académie des Sciences Morales et Politiques, il classe les travaux sociologiques en quatre types : 1) scientifiques, 2) descriptifs, 3) essayistes, 4) militants. Les quatre ont leur place. Certains permettent même plus sûrement au sociologue d'être invité sur un plateau de télévision (ce qui est rarement arrivé à Boudon). Mais le type scientifique donne les fruits les plus solides et les plus durables.

### Penser le politique, le moral et le religieux
Paru aux PUF en septembre 2012, Croire et savoir apparaît désormais comme un testament. L'auteur avait toutefois d'autres projets encore. Il préparait un Rouet de Montaigne paru aux éditions Hermann fin 2013. Croire et savoir est relu maintenant comme le dernier livre publié de son vivant, dont le sous-titre donne la clé : « Penser le politique, le moral et le religieux ». Il est découpé en trois parties : d'abord un rappel de la théorie générale de la rationalité, ensuite des applications aux trois domaines annoncés (chapitres 3 à 6), enfin une confirmation que la sociologie est une science.
Dans le domaine moral, il reprend ses thèses sur le sens moral et le progrès moral, en élargissant les tests empiriques à des dimensions mondiales (chapitre 4 : où en sont les valeurs en Russie ou en Inde ?).
Dans le domaine religieux qu'il aborde avec autant de respect que de prudence, il confronte la vision agressive des Lumières et du positivisme à la vision plus compréhensive des sociologues classiques (Tocqueville, Durkheim, Weber). Il lui semble que cette seconde vision est plus fructueuse. Elle permet d'envisager une définition plus ouverte de la laïcité (chapitre 5).
Dans le domaine politique, Boudon semble inquiet devant la situation du moment (chapitre 6 : « Que signifie donner le pouvoir au peuple ? »). Laissant pour une fois Tocqueville, avec sa crainte de la tyrannie de la majorité, il voit plutôt une menace de tyrannie des minorités actives. Reprenant la "loi d'airain de l'oligarchie" de Robert Michels et « l'exploitation du gros par le petit » de Mancur Olson, il montre que nous risquons souvent d'être entre les mains de lobbies minoritaires et bruyants qui jouent de l'inertie de la majorité silencieuse. Il appelle une nouvelle fois de ses vœux une démocratie véritablement représentative de citoyens impartiaux consultés paisiblement.

### Prises de positions
Raymond Boudon est partisan d'une liberté d'expression totale, comme l'indique sa signature de la pétition lancée par le site Enquête & Débat.

## Distinctions
- Docteur honoris causa de l'université d'Anvers (1995)[27]
- Officier de la Légion d'honneur (2005)[28],[29]
- Commandeur de l'ordre national du Mérite[30],[28]
- Officier de l'ordre des Palmes académiques[28]
- Chevalier de l'ordre des Arts et des Lettres

## Publications

### Ouvrages
- A quoi sert la notion de Structure ? Essai sur la signification de la notion de structure dans les sciences humaines., Gallimard (1968)
- L'inégalité des chances. La mobilité sociale dans les sociétés industrielles, Paris, Armand Colin, 1973 (publication poche : Hachette, Pluriel, 1985).
- Effets pervers et ordre social, Paris, PUF, 1977 (en poche : Quadrige, 1993).
- La logique du social. Introduction à l'analyse sociologique, Paris, Hachette, 1979 (en poche : Hachette, Pluriel, 1983).
- Dictionnaire critique de la sociologie, (avec F. Bourricaud), Paris, PUF, 1982 (en poche : Quadrige, 2004).
- La place du désordre : critique des théories du changement social, Paris, PUF, 1984 (en poche : Quadrige, 1991).
- L'idéologie ou L'origine des idées reçues. Paris, Fayard, 1986 (en poche : Seuil/Points, 1992).
- L'art de se persuader, des idées douteuses, fragiles ou fausses, Paris, Fayard, 1990 (en poche : Seuil/Points).
- Traité de sociologie, Paris, PUF, 1992 (avec huit autres auteurs).
- Le juste et le vrai : études sur l'objectivité des valeurs et de la connaissance, Paris, Fayard, 1995.
- Le sens des valeurs, Paris, PUF, Quadrige, 1999.
- Études sur les sociologues classiques, Paris, PUF, Quadrige, tome I, 1998, tome II, 2000.
- L'axiomatique de l'inégalité des chances, avec Ch.-H. Cuin et A. Massot, Québec, PUL, L'Harmattan, 2000.
- L'explication des normes sociales, coéd. avec P. Demeulenaere et R. Viale, Paris, PUF, 2001.
- Les méthodes en sociologie, Paris, PUF, coll. « Que sais-je ? », 2002 (12e édition, refondue).
- Déclin de la morale ? Déclin des valeurs ?, Paris, PUF, 2002[31].
- Y a-t-il encore une sociologie ?, Paris, Odile Jacob, 2003 (entretiens avec Robert Leroux).
- Raison, bonnes raisons, Paris, PUF, 2003.
- Pourquoi les intellectuels n'aiment pas le libéralisme, Odile Jacob, 2004.  (ISBN 2-7381-1398-2)
- Tocqueville aujourd'hui, Paris, Odile Jacob, 2005.
- Renouveler la démocratie : éloge du sens commun, Paris, Odile Jacob, 2006.
- Essais sur la théorie générale de la rationalité, Paris, PUF, 2007.
- Le relativisme, Paris, PUF, coll. « Que sais-je ? », 2008.
- La rationalité, Paris, PUF, coll. « Que sais-je ? », 2009.
- La sociologie comme science, Paris, La Découverte, coll. « Repères », 2010.
- Croire et savoir : penser le politique, le moral et le religieux, Paris, PUF, coll. « Quadrige », 2012  (ISBN 2-1305-9294-5)
- Le Rouet de Montaigne : une théorie du croire, Paris, Hermann, 2013.

### Articles sélectionnés
- La crise de la sociologie, Paris, Droz, 1971 (recueil d'articles du début).
- "Pourquoi devenir sociologue ? ", in Revue française de science politique, vol. 46, no 1, février 1996, p. 52-79 (un témoignage personnel dense).

### Ouvrages sur la pensée de Raymond Boudon
- Di Nuoscio, Enzo, Le ragioni degli individui. L'individualismo metodologico di Raymond Boudon, Rubbettino, 1996  (ISBN 8-8728-4470-3)
- Dubois, Michel, Premières leçons sur « La Sociologie » de Raymond Boudon, PUF, 2000.  (ISBN 2-1304-9351-3)
- Assogba, Yao, La sociologie de Raymond Boudon, L'Harmattan, 2000  (ISBN 2-7384-8370-4)
- Vautier, Claude, Raymond Boudon : Vie, œuvres, concepts, coll. « Grands théoriciens », Ellipses, 2002  (ISBN 2-7298-1030-7)
- Assogba, Yao, La sociologie est-elle une science ? : Entretien avec Raymond Boudon et systématisation de la démarche d'explication en sociologie, Laval, Presses de l'Université de Laval, 2005  (ISBN 2-7637-8147-0)
- Jean-Michel Morin, Boudon, un sociologue classique, L'Harmattan, coll. « Théorie sociale contemporaine », 2006 (ISBN 2-296-00272-2).

### Hommages
- Raymond Boudon, a life in sociology, essays in Honour of Raymond Boudon, 4 volumes, 1624 pages édités par Mohamed Cherkaoui et Peter Hamilton, Oxford, The Bardwell Press octobre 2009  (ISBN 1-9056-2218-X)
- L' Acteur et ses raisons : Mélanges pour Raymond Boudon, Jean Baechler, François Chazel et Ramine Kamrane (dir.), Paris, PUF, 2000  (ISBN 2-1305-0473-6)
- François Héran, « In memoriam Raymond Boudon (1934-2013) », Revue européenne des sciences sociales, vol. 51, no 2,‎ 2013, p. 7-11 (lire en ligne)
- François Chazel, « Boudon, Raymond », L'Archicube, no 15b,‎ février 2014, p. 205-211 (lire en ligne).